# Entomacis platyptera
Entomacis platyptera är en stekelart som först beskrevs av Alexander Henry Haliday 1857.  Entomacis platyptera ingår i släktet Entomacis, och familjen hyllhornsteklar. Arten är reproducerande i Sverige.